# Wyjrzał
Wyjrzał – przysiółek wsi Zagacie w Polsce położony w województwie małopolskim, w powiecie krakowskim, w gminie Czernichów.
W latach 1975–1998 przysiółek administracyjnie należał do województwa krakowskiego.